# Linga Pura, Shimoga
Linga Pura là một làng thuộc tehsil Shimoga, huyện Shimoga, bang Karnataka, Ấn Độ.